# Turuceachi
Turuceachi är en ort i Mexiko.   Den ligger i kommunen Guachochi och delstaten Chihuahua, i den nordvästra delen av landet, 1 200 km nordväst om huvudstaden Mexico City. Turuceachi ligger 2 437 meter över havet och antalet invånare är 176.
Terrängen runt Turuceachi är platt åt nordväst, men åt sydost är den kuperad. Runt Turuceachi är det mycket glesbefolkat, med 6 invånare per kvadratkilometer. Närmaste större samhälle är Guachochi, 1,8 km öster om Turuceachi. I omgivningarna runt Turuceachi växer huvudsakligen savannskog.